# Stoneham-et-Tewkesbury
Stoneham-et-Tewkesbury (en español Stoneham y Tewkesbury) y conocido también como Stoneham solamente, son un cantón unido de la provincia de Quebec, Canadá. Este cantón unido es una de las municipalidades que conforman la Comunidad Metropolitana de Quebec, está ubicado en el condado régional de La Jacques-Cartier y a su vez, en la región administrativa de la Capitale-Nationale. Hace parte de las circunscripciones electorales de Chauveau a nivel provincial y de Portneuf a nivel federal.

## Geografía

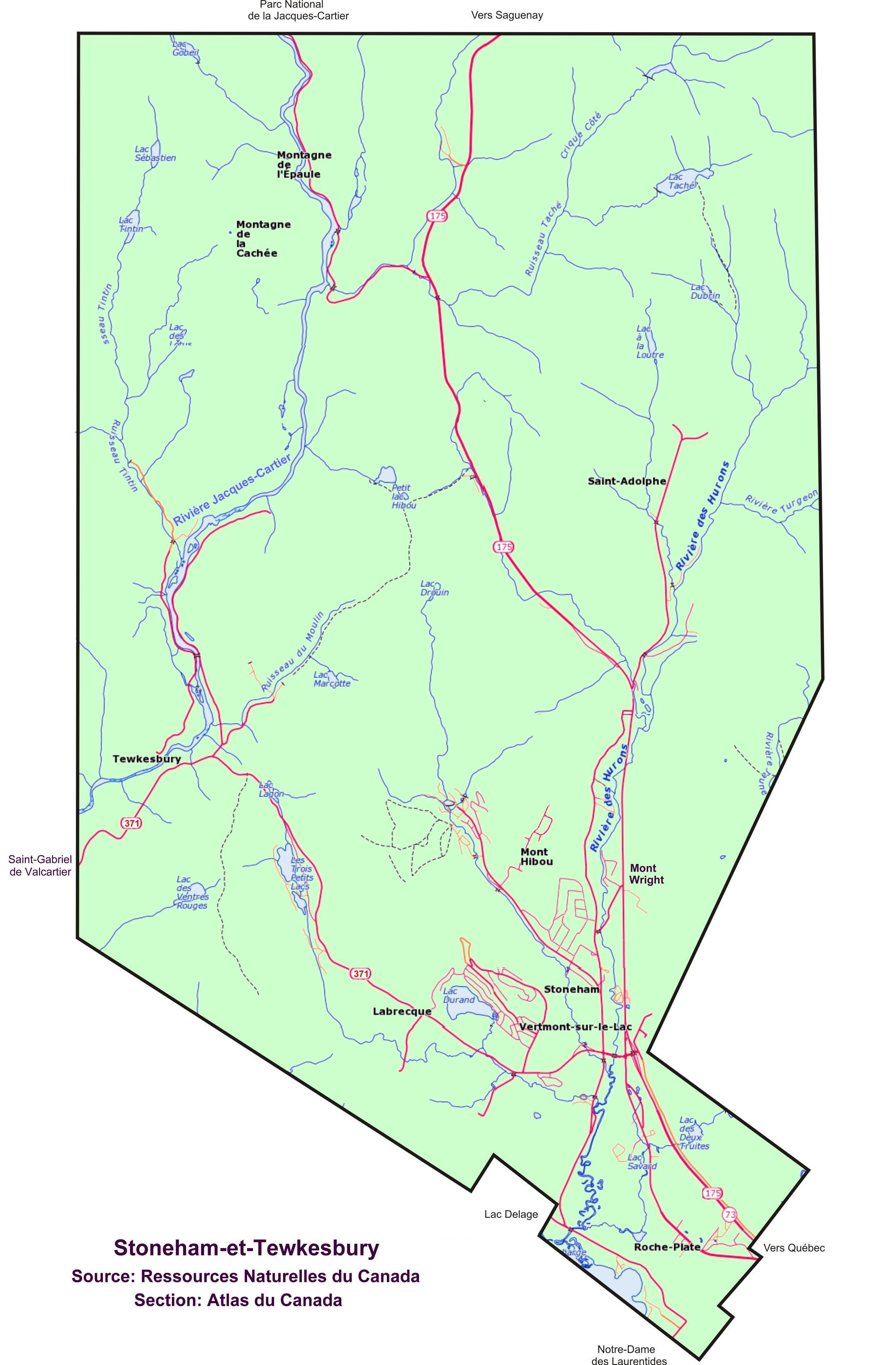
Mapa de Stoneham-et-Tewkesbury

El cantón de Stoneham-et-Tewkesbury se encuentra ubicado en las coordenadas 47°10′00″N 71°26′00″O / 47.16667, -71.43333. Según Statistics Canada, tiene una superficie total de 671.63 km² y es una de las 1135 municipalidades en las que está dividido administrativamente el territorio de la provincia de Quebec.

## Demografía
Según el censo de 2011, había 7106 personas residiendo en este cantón con una densidad poblacional de 10.6 hab./km². Los datos del censo mostraron que de las 5866 personas en 2006, en 2011 el cambio poblacional fue de 1240 habitantes (21.1%). El número total de inmuebles particulares resultó de 3376 con una densidad de 5.03 inmuebles por km². El número total de viviendas particulares que se encontraban ocupadas por residentes habituales fue de 5866.

## Cultura y turismo
Parte de la comunidad de Stoneham-et-Tewkesbury tiene como lengua materna el inglés dentro de una comunidad mayoritariamente francoparlante. Esta diferencia lingüística, a solo 20 minutos del centro de la ciudad de Quebec, va de la mano de otra diferencia notable: Stoneham-et-Tewkesbury combinan naturaleza y vida urbana. En cuanto al turismo, la ciudad tiene accidentes geográficos aptos para la práctica del esquí alpino, así como una reserva natural llamada la Reserve faunique des Laurentides.

## Galería de imágenes

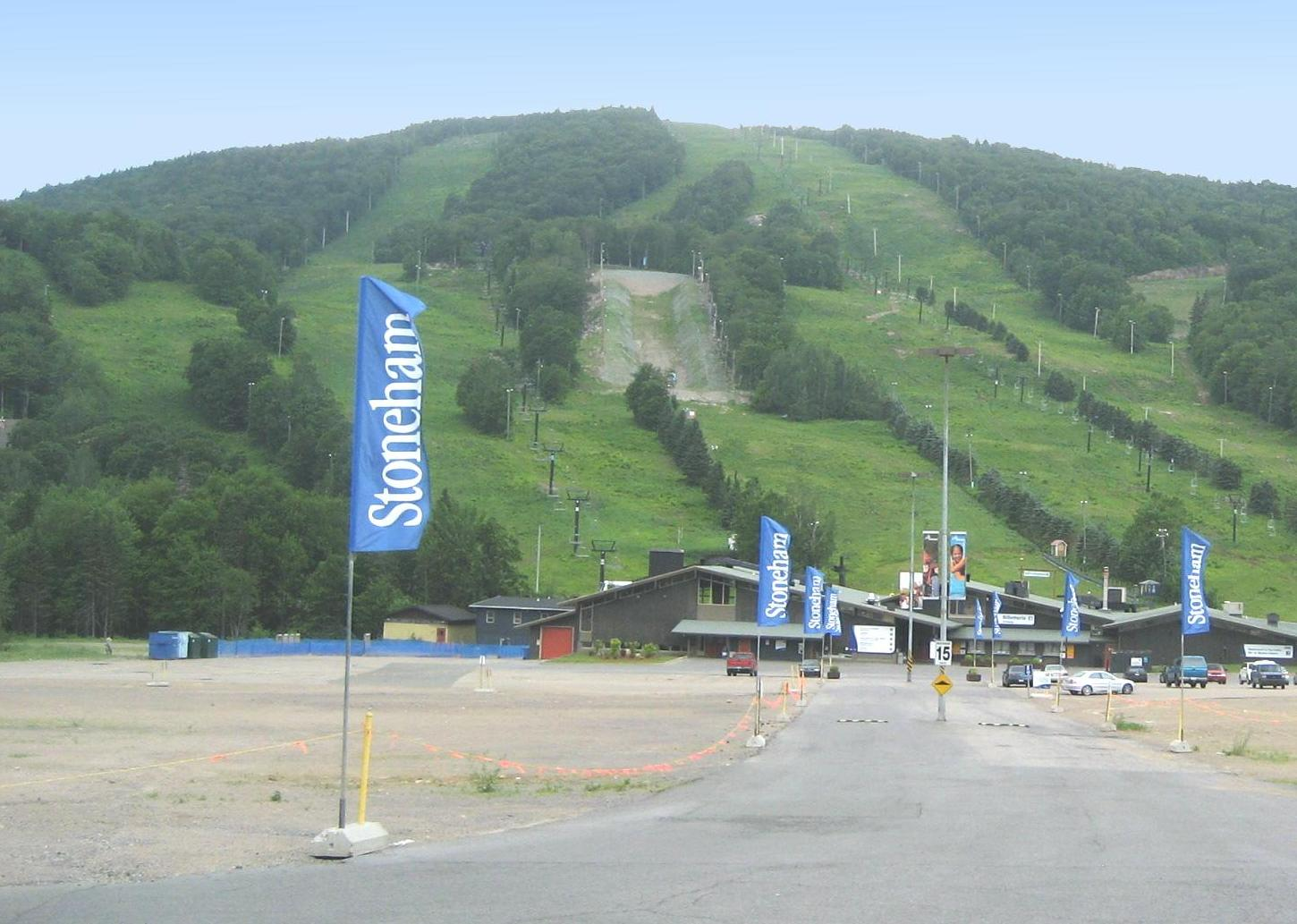
Estación turística Stoneham en verano.
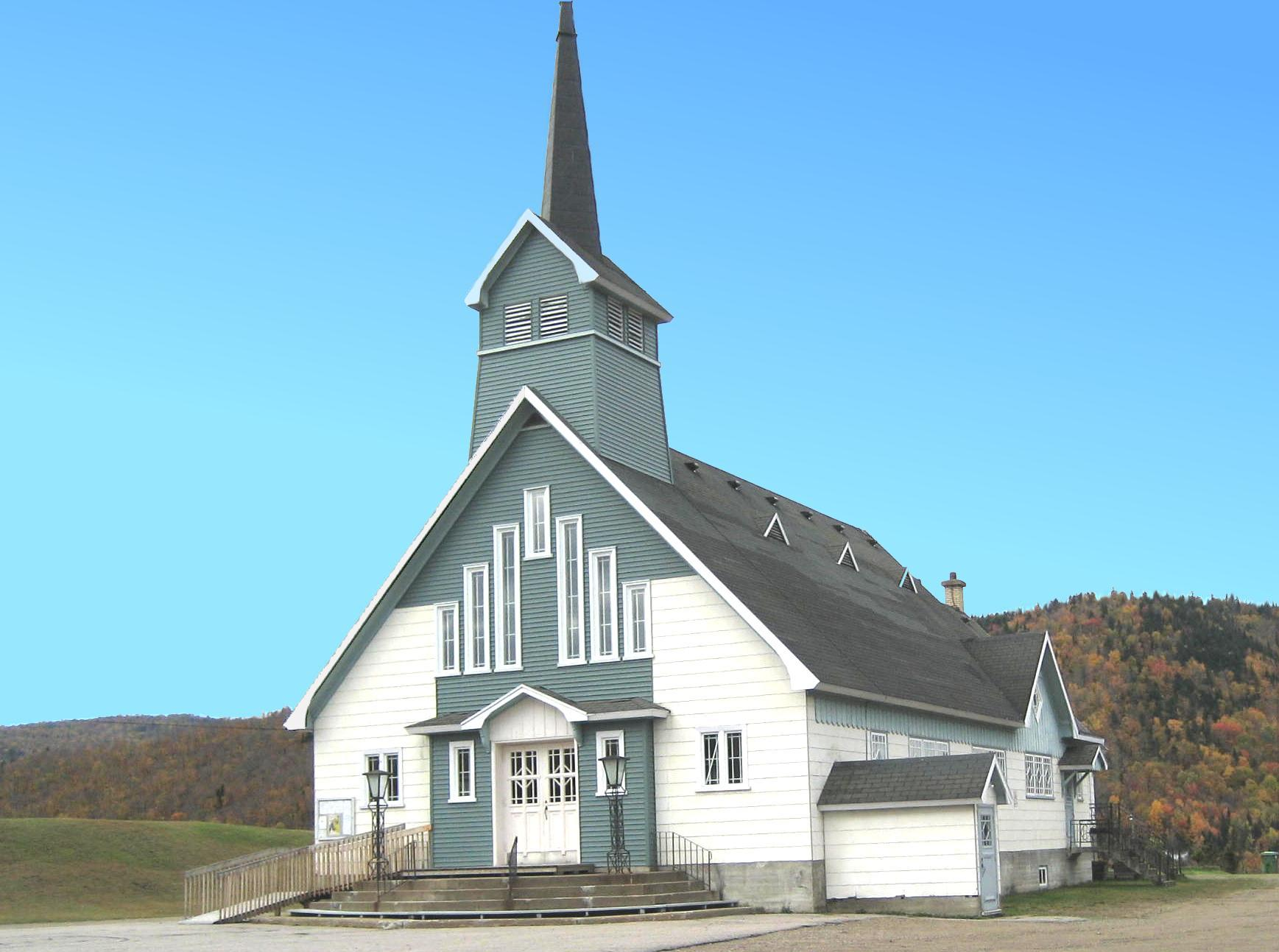
Iglesia de Tewkesbury
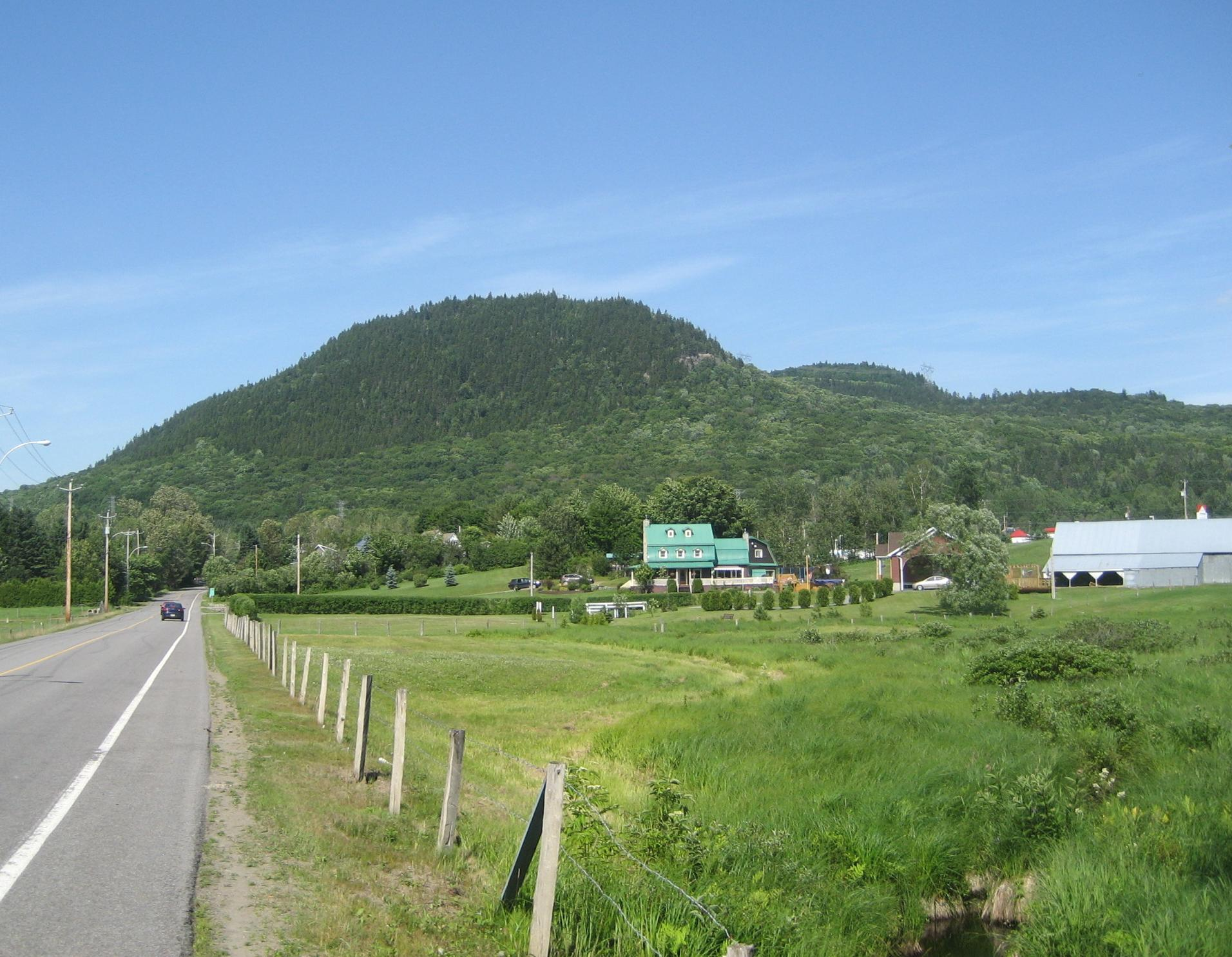
Monte Wright
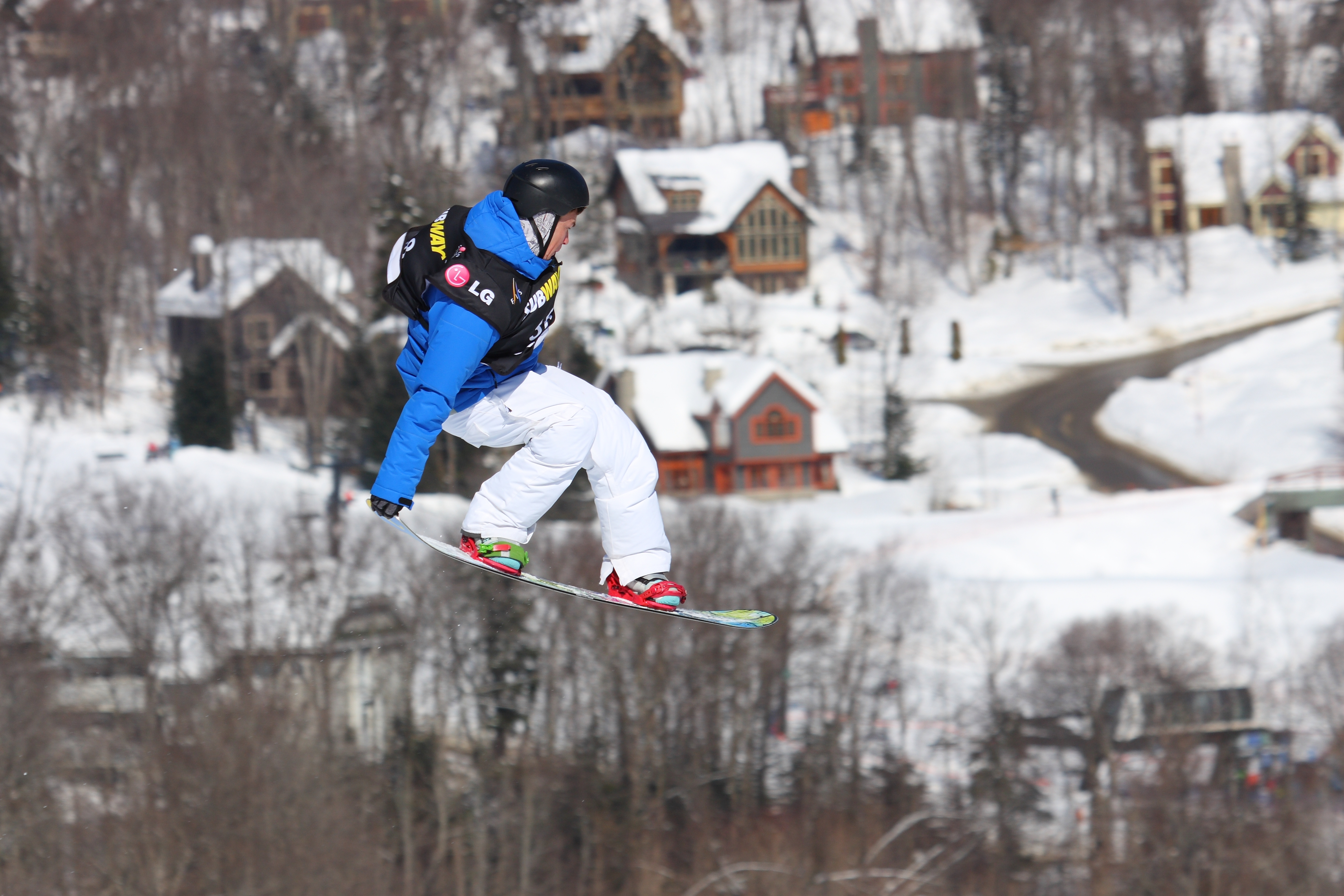
Snowboarding profesional en Stoneham.
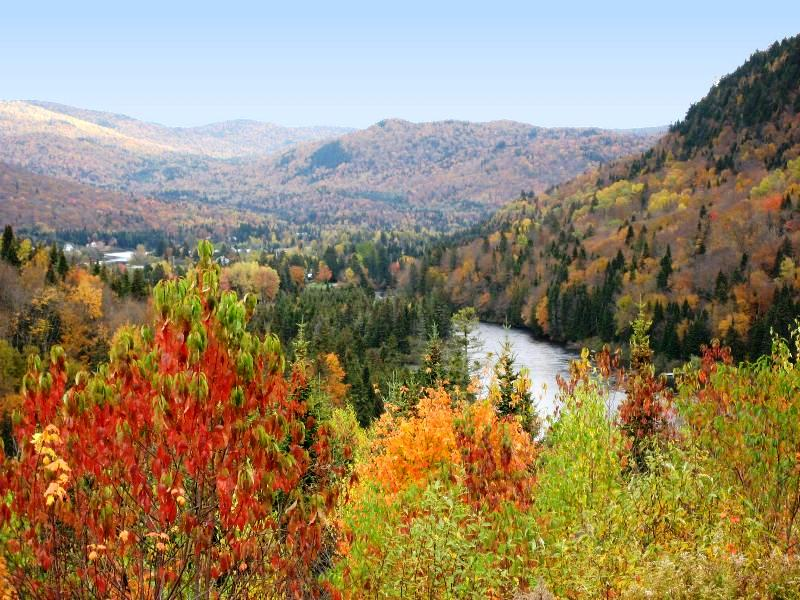
Valle de la Jacques-Cartier en Tewkesbury

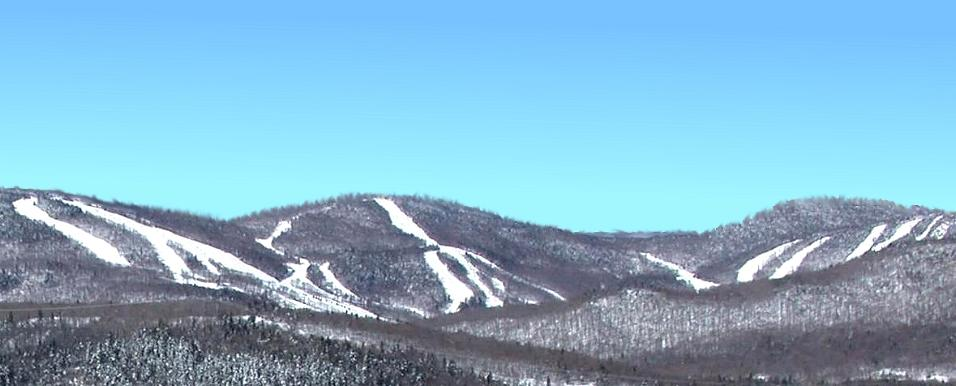